# Oberes Vogtland
Das Obere Vogtland ist die südliche Grenzregion des heutigen Vogtlandkreises um die Städte Adorf, Schöneck, Markneukirchen und Klingenthal. Es beinhaltet vollständig das Gebiet des ehemaligen Landkreises Klingenthal (Musikwinkel, Waldgebiet) sowie einen Teil des ehemaligen Landkreises Oelsnitz (Bäderwinkel).
Das Obere Vogtland gliedert sich sowohl geografisch-geologisch als auch sprachlich in das auch zum naturräumlichen Oberen Vogtland gehörige Südvogtland und das westerzgebirgische Südostvogtland. Beide Teilgebiete werden durch die Kammlinie des Hohen Brandes relativ scharf voneinander abgegrenzt, während sie im Norden allmählich in Kern- und Ostvogtland übergehen.

## Landschaft und Geologie

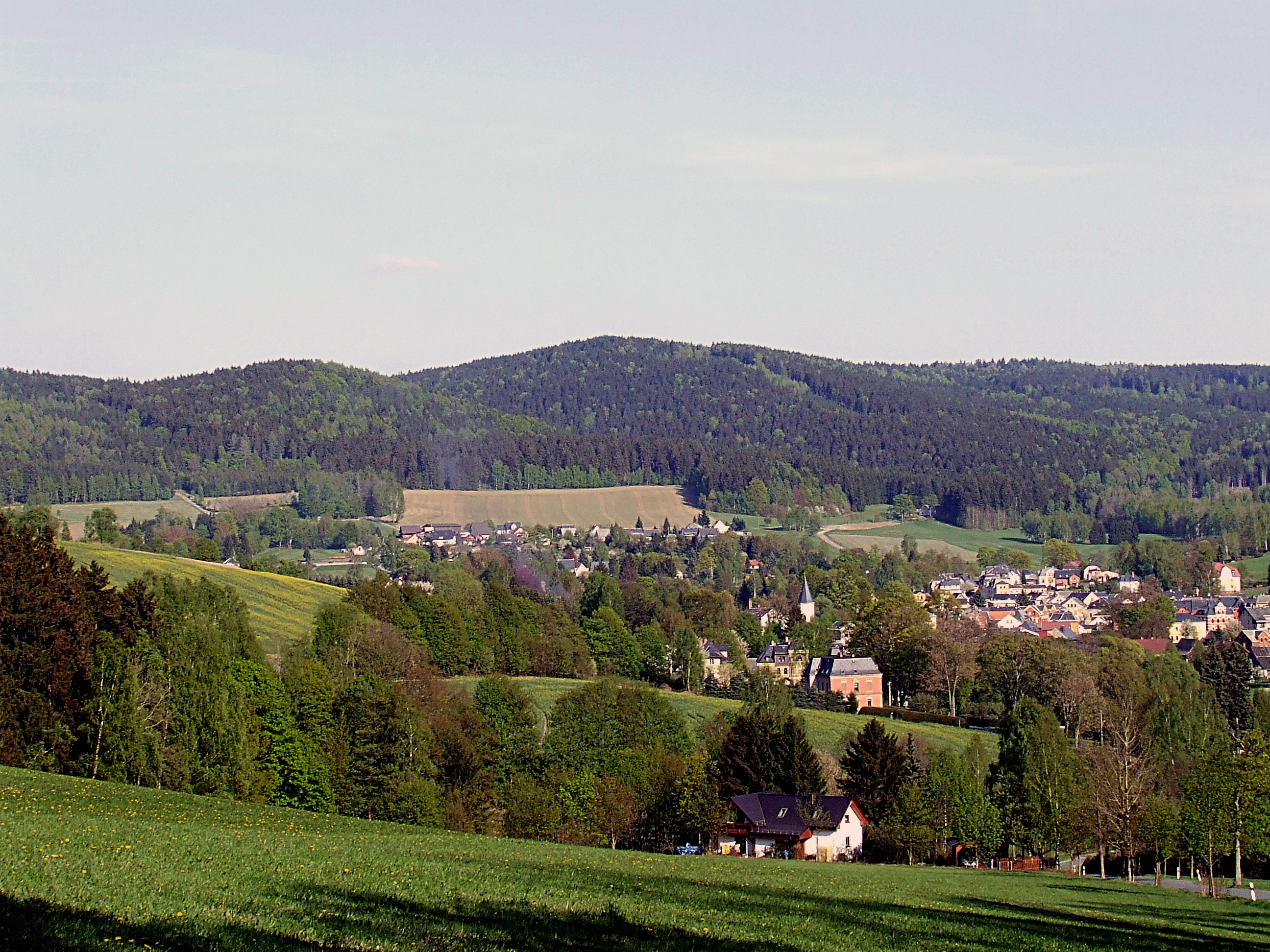
Landschaft bei Erlbach

Landschaftlich herrscht im Oberen Vogtland durchweg eine typische Mittelgebirgslandschaft vor, wobei den südlich zentralen Teil das Elstergebirge bildet, welches nach Osten und Nordosten vom Westerzgebirge abgelöst wird. Ein Großteil der Landschaft ist von Nadelwald (meist Fichten) bedeckt. Im Oberen Vogtland entspringen die Flüsse Weiße Elster (auf der tschechischen Seite des Elstergebirges) sowie Göltzsch, Zwickauer Mulde und Zwota (je im westlichen Westerzgebirge). Das obere Vogtland ist ländlich besiedelt, in den Tälern der Weißen Elster, der Zwota und des Schwarzbaches befinden sich die Kleinstädte Adorf, Bad Elster, Klingenthal und Markneukirchen. Die Kleinstadt Schöneck befindet sich auf einer Hochfläche in der Südvogtländischen Querzone unweit des Elstergebirges.
Das Gebirgsstrukturen im Oberen Vogtland werden hauptsächlich von grünschieferfaziellen Gesteinseinheiten (Phyllitkomplex: Kraslice-, Körnerberg- und Weißelster-Formation) des Kambriums und Ordoviziums geprägt, die während der variszischen Gebirgsbildung durch tektonisch-metamorphe und magmatische Vorgänge, u. a. durch die Dynamik von Granitmagmen aufgewölbt wurden und Bereiche mit ausgeprägter Faltungsstruktur besitzen. Zwei solcher Granitplutone, das westerzgebirgische Eibenstocker Granitmassiv im Osten und der Fichtelgebirgsgranit im Süden, begrenzen das Schiefergebiet, während es sich im Norden und im Westen, durch zum Teil jüngere Schichten, fortsetzt. Im Tertiär wurden das Erz- und das Elstergebirge pultschollenartig angehoben, wobei es zu einem deutlichen Abriss gegen den Egergraben kam. Verbunden war das mit einem ausgeprägten Basaltvulkanismus bis ins Quartär hinein. Als Resterscheinungen dieser vulkanischen Aktivität sind die Mineralquellen des Oberen Vogtlandes und des angrenzenden Egerlandes zu betrachten. Diese Schwächezone wird im Grenzbereich Elstergebirge-Erzgebirge von einer bedeutenden Tiefenstörung gekreuzt, wodurch es im Oberen Vogtland immer wieder zu Erdbeben (Schwarmbeben in Westböhmen und im Vogtland) kommt.

## Geschichte
Die geschichtliche Entwicklung des Oberen Vogtlandes ist nahezu mit der des restlichen Vogtlandes identisch. Generell setzte die historische Besiedlung allerdings erst mit der deutschen Ostsiedlung ein. Sorbische Ortsnamen treten im oberen Vogtland deshalb gar nicht oder nur für Flurobjekte (z. B. Flüsse) auf, welche vom Kernvogtland und von Böhmen bereits bekannt waren. Die späte Besiedlung ist, genau wie im angrenzenden Erzgebirge, auf die Gebirgslage und die daraus resultierende Urbewaldung zurückzuführen.
Während der Zeit der ersten Landnahme bis ca. 1500 weicht die Geschichte des Südvogtlandes allerdings von der des Südostvogtlandes und des restlichen Vogtlandes ab. Das zum staufischen Egerland und kirchlich zum Bistum Regensburg gehörende Gebiet um Markneukirchen wurde vom Kloster Waldsassen aus von vorwiegend oberpfälzischen Siedlern besiedelt. Dieser Südzipfel war bis ins 16. Jahrhundert häufigen Besitzerwechseln zwischen den Vögten, den Markgrafen von Meißen und dem Königreich Böhmen unterworfen.

## Wirtschaft
Eine bedeutende wirtschaftliche Rolle spielt der Musikinstrumentenbau vor allem in den Städten Markneukirchen und Klingenthal und deren unmittelbarer Umgebung (Musikwinkel) und das Kurwesen in Bad Elster und Bad Brambach (Bäderwinkel). Des Weiteren spielt der Tourismus im gesamten Oberen Vogtland eine wichtige Rolle.

## Verkehr
Durch das Obere Vogtland verläuft die Bundesstraße 92 als wichtigste Verkehrsachse ins benachbarte Tschechien. In Adorf beginnt abzweigend von der B 92 die Bundesstraße 283 und verläuft über Markneukirchen, Klingenthal bis nach Morgenröthe-Rautenkranz quer durch das gesamte Obere Vogtland, sie verläuft nordwestlich weiter nach Aue.
Nahezu parallel zur B 92 durchquert die Bahnstrecke Plauen–Cheb das Obere Vogtland. Die Strecke wird hauptsächlich von der Vogtlandbahn bedient. Weitere Eisenbahnlinien sind die Bahnstrecke (Chemnitz–)Muldenberg–Adorf, die Bahnstrecke Zwotental–Klingenthal und die Bahnstrecke Sokolov–Klingenthal. Diese Linien werden ausschließlich von der Vogtlandbahn befahren, auf tschechischer Seite im Verbund mit GW Train Regio.

## Wichtige Orte
- Adorf
- Bad Brambach
- Bad Elster
- Erlbach
- Hammerbrücke
- Klingenthal
- Markneukirchen
- Morgenröthe-Rautenkranz
- Schöneck
- Tannenbergsthal
- Zwota

## OVL
Nach der Wiedervereinigung beider deutscher Staaten 1990 wurde für die Landkreise Oelsnitz und Klingenthal OVL (Obervogtland) als Kfz-Kennzeichen festgelegt, wobei für den Landkreis Klingenthal ein- und zweistellige Zahlen und den Landkreis Oelsnitz dreistellige Zahlen vergeben wurden.
Aus diesem Grund betrachten bis heute manche (vor allem Ortsfremde) das Gebiet dieser beiden ehemaligen Landkreise als vermeintlichen „Landkreis Obervogtland“, obwohl es einen solchen Landkreis nie gab und nur ein geringer Teil des ehemaligen Landkreises Oelsnitz wirklich zum Oberen Vogtland gehört.
Seit dem 9. November 2012 wird das Unterscheidungszeichen OVL wieder neu – diesmal auf Wunsch im gesamten Vogtlandkreis – zugeteilt.